# Schönfeldstraße (München)
Die Schönfeldstraße in München ist nördlich des nicht mehr vorhandenen Schwabinger Tors auf dem sogenannten Schönfeld, der Schönfeldvorstadt als Teil der Maxvorstadt, im Zug der Stadterweiterung ab 1795 entstanden. Ursprünglich setzte sich die Schönfeldstraße westlich der Ludwigstraße bis zur Fürstenstraße fort, seit 1906 trägt dieser Teil der Straße den Namen Rheinbergerstraße (dort das als Kriegsverlust zu verzeichnende eigenartige Wohnhaus Sepp, ehemals Schönfeldstraße 1a).

## Lage

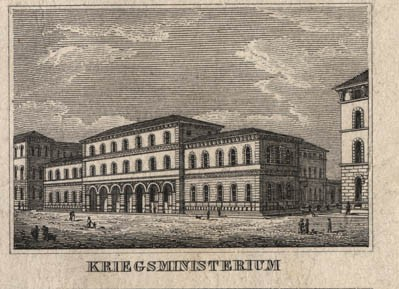
Abzweig der Schönfeldstraße von der Ludwigstraße (1832), links das ehem. Kriegsministerium, rechts Teil des Haslauer-Blocks

Der bestehende Verlauf der Schönfeldstraße zweigt zwischen dem 1960 bis 1968 nach Totalverlust im Zweiten Weltkrieg rekonstruierten Haslauer-Block und dem ehemaligen Gebäude des Bayerischen Kriegsministeriums (beide von Leo von Klenze, das Kriegsministerium heute als Bayerisches Hauptstaatsarchiv und Staatsarchiv München nach Abbruch der Kriegsruine des Südflügels bis auf das erhaltene Säulenportal zum Ehrenhof an der Schönfeldstraße eine 1977 fertiggestellte Rekonstruktion) gegenüber der Einmündung der Rheinbergerstraße nach Ostsüdosten von der Ludwigstraße ab. Nach Süden stellt die kurze Hahnenstraße eine Verbindung zur Von-der-Tann-Straße her. Etwas weiter östlich beginnt die lange, nach Nordosten Richtung Schwabing führende Kaulbachstraße. Die Schönfeldstraße setzt sich noch bis zur Königinstraße fort, die der Höhenterrasse am Westrand des Englischen Gartens folgt. Im Winkel zwischen Schönfeld- und Königinstraße liegt das stark gesicherte US-Generalkonsulat.

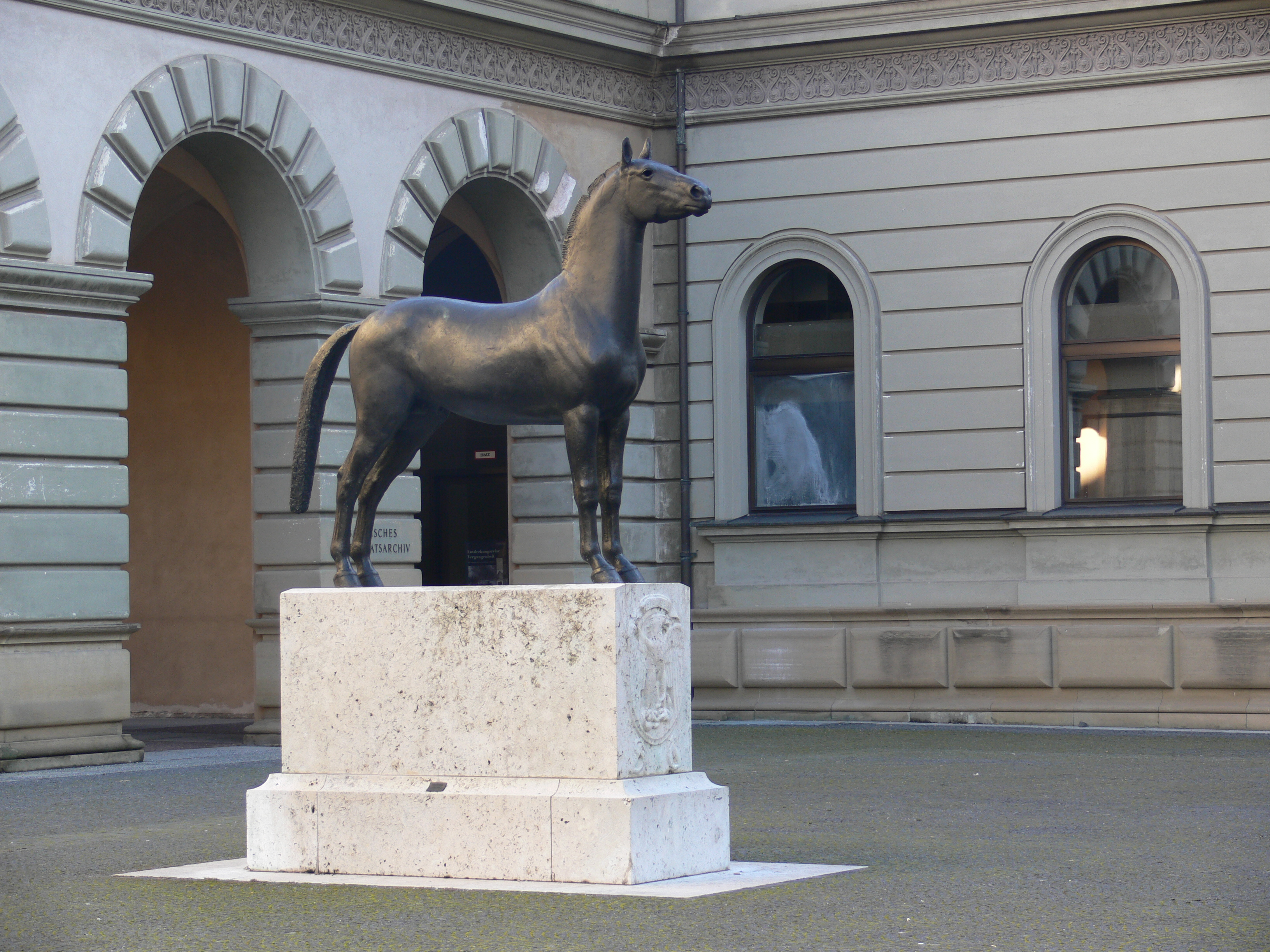
Pferdestandbild von Bernhard Bleeker im Ehrenhof vor dem Hauptstaatsarchiv

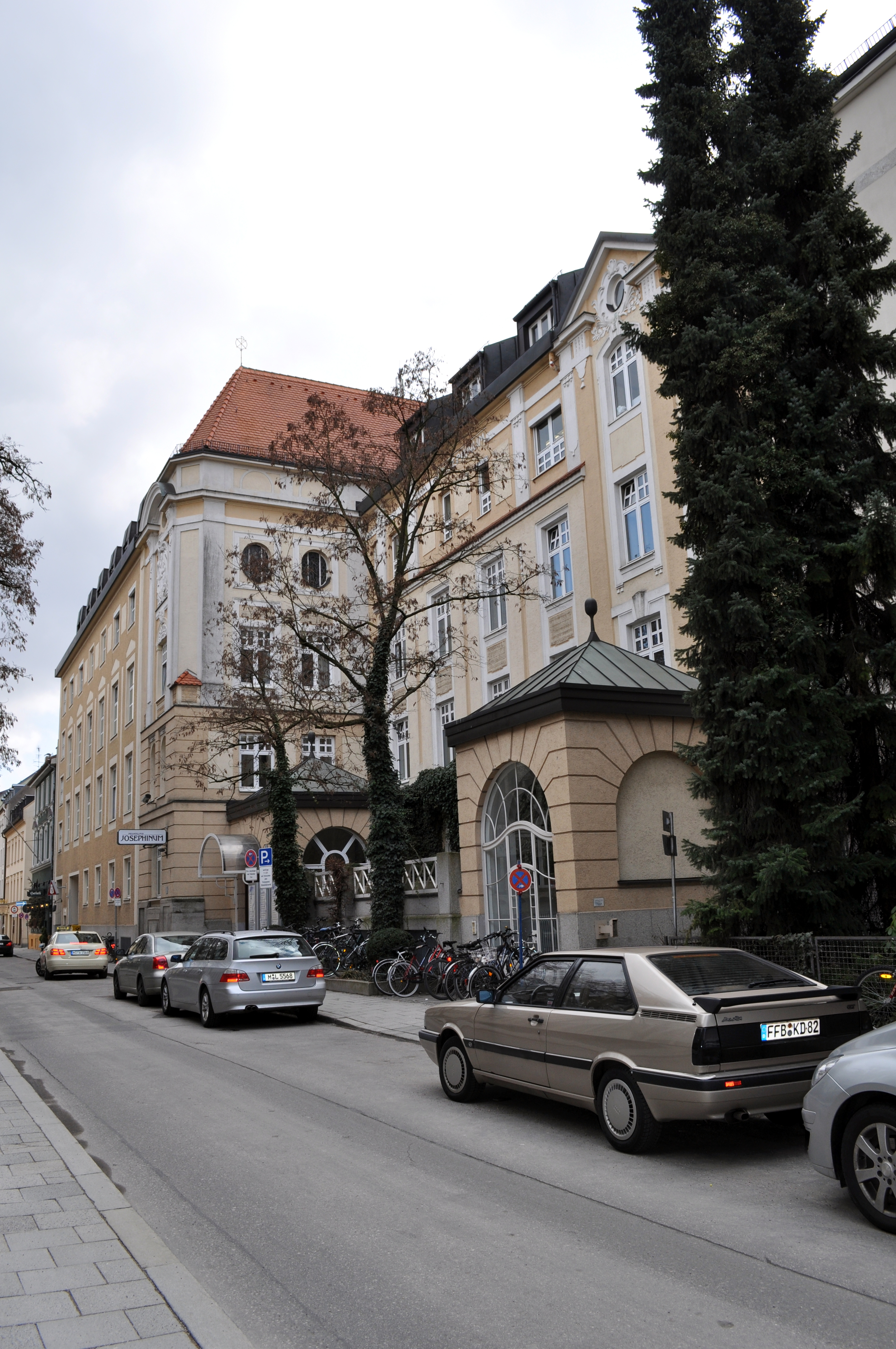
Krankenhaus Josephinum

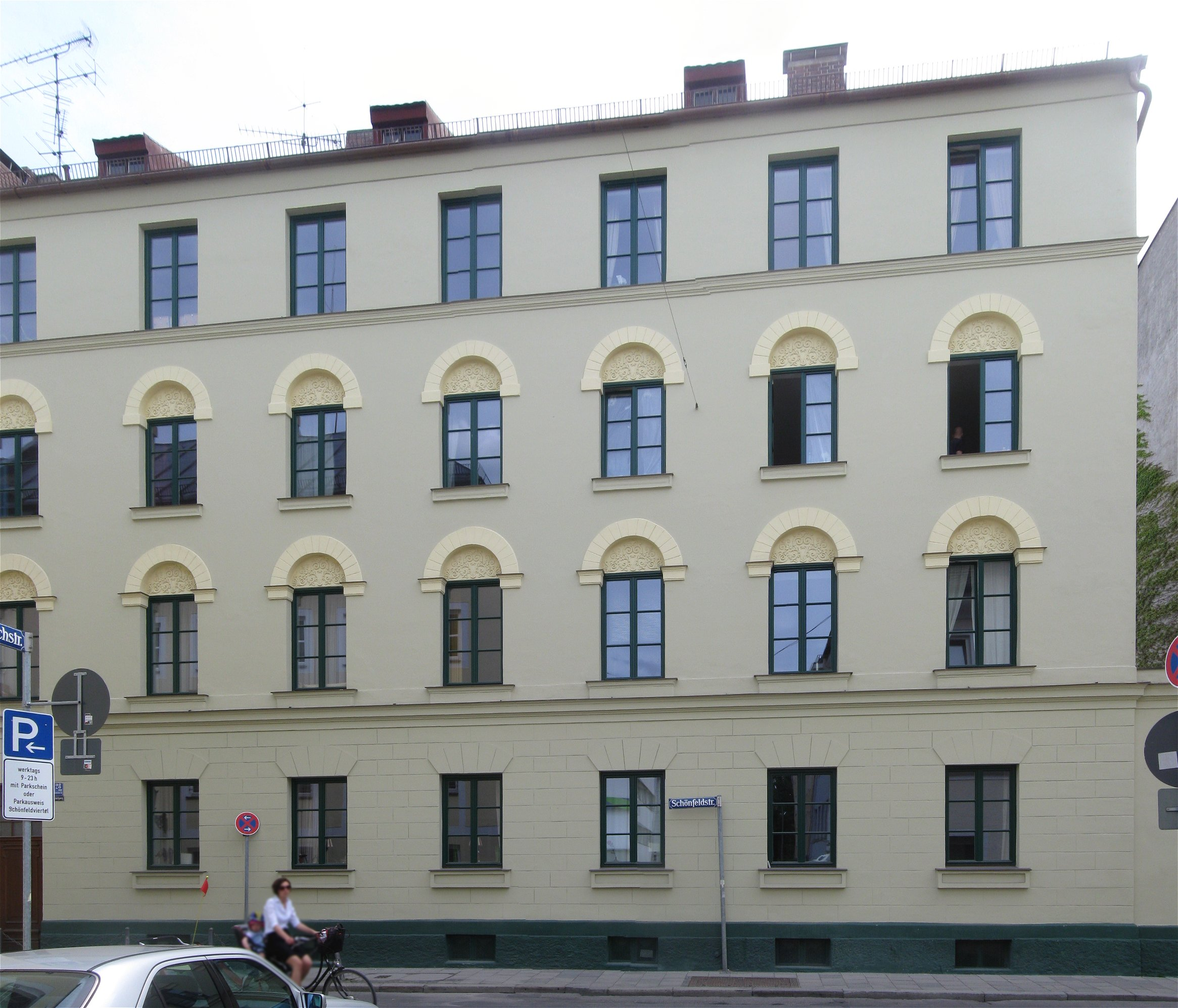
Haus Schönfeldstraße 28

## Geschichte
In der Schönfeldstraße 9 unterhielt die Betrügerin Adele Spitzeder 1871 ihre „Privatbank“.

## Bebauung
- Hausnr. 3 bildet zusammen mit dem angrenzenden Gebäude Ludwigstraße 14 den Komplex des ehemaligen Kriegsministeriums (das originale Säulenportal unter Denkmalschutz, Denkmalliste D 1.62-000-6284), im Ehrenhof vor Nr. 3 ein 1960 enthülltes Pferdedenkmal von Bernhard Bleeker für die Kavallerie mit der Inschrift 1870-1945. Der Deutschen Kavallerie zum Gedenken.[2] Der Flügel zur Schönfeldstraße hat die 1794 erbaute Stückgießerei zur Grundlage.[3]
- Hausnr. 16: Privatklinik Josephinum, ein Bau im barockisierenden Jugendstil, 1902/03 von Heilmann & Littmann errichtet (Denkmalliste D 1-62-000-6285).
- Hausnr. 17: ein Mietshaus in deutscher Renaissance mit Stuckdekor, um 1900 (Denkmalliste D-1-62-000-6286).
- Hausnr. 22: ein Neurenaissance-Eckbau von 1889, der Südflügel an der Hahnenstraße für das Corps Arminia 1926 von Paul Böhmer (Denkmalliste D-1-62-000-6287).
- Hausnr. 24: Der Eckbau ist ein spätklassizistisches Mietshaus aus der Mitte des 19. Jahrhunderts (Denkmalliste D-1-62-000-6288).
- Hausnr. 28: klassizistisches Mietshaus mit reichem Stuckdekor in den Bogenfeldern der Fenster, 2. Viertel 19. Jahrhundert, wohl von Rudolf Röschenauer (Denkmalliste D-1-62-000-6289).